# Escândalo de corrupção do Catar no Parlamento Europeu
O escândalo de corrupção do Catar no Parlamento Europeu, também conhecido como Qatargate, é um escândalo político em andamento no qual políticos, funcionários políticos, lobistas, funcionários públicos e suas famílias são acusados de envolvimento em corrupção, lavagem de dinheiro e crime organizado envolvendo o Estado do Catar em troca de influência no Parlamento Europeu. O Catar nega as acusações. As autoridades policiais na Bélgica, Itália e Grécia apreenderam € 1,5 milhão em dinheiro, confiscaram computadores e telefones celulares e prenderam quatro indivíduos.

## Investigações, batidas e prisões
Em julho de 2022, o Escritório Central de Repressão à Corrupção (em francês: Office central pour la répression de la corruption, OCRC, em holandês: Centrale Dienst voor de Bestrijding van Corruptie, CDBC), uma unidade da Polícia Federal belga, abriu uma investigação em uma suposta organização criminosa. A investigação foi conduzida pelo magistrado investigador, Michel Claise.
Atuando na investigação, em 9 de dezembro de 2022, a polícia belga executou 20 batidas em 19 endereços diferentes em Bruxelas em conexão com a conspiração e fez oito prisões na Bélgica e na Itália. As casas e escritórios dos suspeitos foram revistados, incluindo escritórios dentro das instalações dos edifícios do Parlamento Europeu em Bruxelas. De acordo com a Constituição belga, a Presidente do Parlamento Europeu, Roberta Metsola, foi obrigada a retornar de sua casa em Malta para estar presente na busca na casa de Eva Kaili, que goza de imunidade diplomática como deputada e vice-presidente do Parlamento Europeu.
Após as batidas na casa de Kaili, seu pai foi preso enquanto tentava fugir do hotel Sofitel na Place Jourdan em Bruxelas após ser avisado sobre as batidas. Os investigadores encontraram uma mala com "várias centenas de milhares de euros" enquanto ele tentava fugir.
Incluídos nas batidas estavam locais ligados a Pier Antonio Panzeri, um ex-deputado italiano. Ao revistar sua casa, a polícia encontrou uma grande quantidade de dinheiro em seu "cofre bem abastecido".  Ao mesmo tempo, investigadores invadiram os escritórios da ONG internacional Fight Impunity, uma organização criada para promover a luta contra a impunidade por graves violações de direitos humanos e crimes contra a humanidade, da qual Panzeri é o presidente.
Após a conclusão das batidas em Bruxelas, a polícia prendeu Eva Kaili; Antonio Panzeri; Francesco Giorgi, marido de Kaili e conselheiro do eurodeputado italiano Andrea Cozzolino; Alexandros Kailis, pai de Kaili e ex-político grego; Luca Visentini, secretário-geral da Confederação Sindical Internacional (ITUC); Niccolo' Figa-Talamanca, Secretário-Geral da ONG No Peace Without Justice; e um assistente não identificado da eurodeputada italiana Alessandra Moretti. Alexandros Kailis foi libertado da custódia e Visentini foi libertado condicionalmente. € 600.000 em dinheiro foram encontrados na casa de Panzeri, com dinheiro adicional sendo encontrado na casa do pai de Kaili, em seu quarto de hotel e na casa compartilhada por Kaili e Giorgi. No total, o montante combinado de dinheiro encontrado nas incursões totalizou € 1,5 milhão.  Após a prisão de Kaili, ela foi detida na Prisão de Saint-Gilles até sua transferência após cinco dias para uma prisão em Haren, Bruxelas. 
Além das buscas em propriedades dos detidos, também foram realizadas buscas nas residências de quatro assistentes parlamentares (Federica Garbagnati, Giuseppe Meroni, Donatella Rostagno e Davide Zoggia), entre outros, mas essas buscas não resultaram em prisões. Garbagnati, Rostagno e Zoggia são assistentes dos eurodeputados Alessandra Moretti, Marie Arena e Pietro Bartolo, enquanto Meroni trabalha como assistente de Lara Comi. Outras batidas ocorreram nas casas de dois conselheiros não revelados e um funcionário do Parlamento Europeu. 
Enquanto as incursões estavam sendo realizadas em Bruxelas, a Polícia Estatal Italiana executou dois mandados de prisão europeus em toda a Itália. Maria Colleoni, esposa de Panzeri, foi presa na casa de sua família em Calusco d'Adda, perto de Bergamo, Itália, e sua filha, Silvia Panzeri, foi presa mais tarde naquela noite em Milão. Ambas as mulheres foram transferidas para uma prisão de Bergamo para detenção. Pouco tempo depois, as autoridades italianas realizaram uma batida na casa italiana de Giorgi, onde um adicional de € 20.000 em dinheiro foi confiscado. Em 14 de dezembro, as duas mulheres haviam sido libertadas em prisão domiciliar em uma propriedade na Lombardia.
O Mandado de Detenção Europeu revelou que as acusações contra Panzeri também se relacionam com acusações semelhantes envolvendo doações recebidas do estado de Marrocos. 
No dia seguinte às incursões, a 10 de dezembro, procedeu-se a nova busca ao domicílio do vice-presidente da delegação do Parlamento Europeu para as relações com a Península Arábica, o eurodeputado belga Marc Tarabella; Tarabella não foi presa.
Em 12 de dezembro de 2022, foi anunciado que a Autoridade Grega Antilavagem de Dinheiro havia congelado todos os bens de Kaili e de familiares próximos. Isso inclui todas as contas bancárias, cofres, empresas e quaisquer outros ativos financeiros de Kaili. De particular interesse para as autoridades, de acordo com o chefe da Autoridade Antilavagem de Dinheiro, é uma agência imobiliária recém-criada em Kolonaki, um bairro nobre de Atenas.
Quando o Parlamento Europeu se reuniu pela primeira vez após o escândalo, reunindo-se em 13 de dezembro de 2022 em sua sede em Estrasburgo, na França, os escritórios do eurodeputado Pietro Bartolo e da funcionária parlamentar, Mychelle Rieu, foram selados por investigadores. 
Em 15 de dezembro, a Procuradoria Europeia (EPPO) solicitou ao Parlamento Europeu que levantasse sua imunidade diplomática de Kaili e da colega grega eurodeputada Maria Spyraki; A EPPO referiu que o pedido se baseou num relatório de investigação recebido do Organismo Europeu Antifraude (OLAF), relativo a “suspeita de fraude lesiva do orçamento da UE, no que respeita à gestão do subsídio parlamentar”, nomeadamente no que diz respeito a dinheiro pago a assistentes parlamentares.

## Julgamento e acusação
Os quatro suspeitos acusados, Kaili, Panzeri, Giorgi e Figà-Talamanca, deveriam comparecer ao Palácio da Justiça, em Bruxelas, os tribunais primários do país, em 14 de dezembro para procedimentos de acusação. Três dos quatro suspeitos compareceram ao tribunal, mas uma greve dos funcionários da prisão impediu o comparecimento de Kaili. A aparição de Kaili foi remarcada para 22 de dezembro de 2022. Panzeri e Giorgi foram ambos detidos sob custódia enquanto se aguarda uma investigação mais aprofundada. Figà-Talamanca foi libertado sob custódia enquanto se aguarda uma investigação mais aprofundada sobre a condição de ele usar uma tornozeleira de monitoramento eletrônico.
Em 15 de dezembro de 2022, Giorgi confessou ter sido subornado por funcionários do Catar para influenciar as decisões do Parlamento Europeu.

## Reação
Imediatamente após as prisões, fortes reações de condenação ao vice-presidente Kaili vieram de toda a União Europeia. Depois que a história foi relatada pela primeira vez pela mídia belga, a presidente do Parlamento Europeu, Roberta Metsola, disse que o Parlamento Europeu estava cumprindo uma investigação em andamento, sem especificar sua natureza. Imediatamente após as prisões, tanto o PASOK, o partido político de Kaili na Grécia, quanto o Grupo dos Socialistas e Democratas dentro do Parlamento Europeu anunciaram a suspensão de Kaili de seus respectivos partidos.  Dois dias após as prisões, Metsola suspendeu as responsabilidades e poderes de Kaili como Vice-presidente do Parlamento Europeu. Em uma votação do plenário, Kaili foi oficialmente removido como vice-presidente por uma maioria absoluta.
Na abertura da primeira reunião do Parlamento Europeu após os ataques, em 12 de dezembro, o presidente Metsola anunciou que todos os trabalhos com o Catar seriam suspensos. Na mesma reunião, os grupos Verdes/Aliança Livre Europeia e Renovar a Europa pediram a criação de uma comissão de inquérito pelo Parlamento Europeu. A suspensão dos negócios parlamentares neste momento é significativa, pois ocorre apenas três dias antes do Parlamento votar a introdução de um acordo de viagem sem visto com o Catar e outros países. Isso resultou no cancelamento da votação sobre viagens sem visto para o Equador, Kuwait e Omã. Além disso, um importante e polêmico acordo de trânsito aéreo que permitiria à Qatar Airways acesso ilimitado ao mercado da UE foi suspenso após alertar que o Catar pode ter interferido nas deliberações internas do Parlamento sobre o acordo. Durante as negociações, houve críticas dos estados membros da UE de que o acordo, negociado pelo comitê de transportes do Parlamento , era indevidamente favorável ao Catar. 
Antes da abertura do plenário, vários membros do Grupo dos Socialistas e Democratas deixaram cargos no Parlamento. O eurodeputado Marc Tarabella suspendeu-se totalmente do grupo S&D, o eurodeputado Marie Arena renunciou ao cargo de presidente do comitê de direitos humanos do Parlamento, o eurodeputado Pietro Bartolo suspendeu seu cargo de porta-voz do grupo sobre a liberalização de vistos e o eurodeputado Andrea Cozzolino suspendeu seu cargo de porta-voz do grupo sobre urgências. Tarabella foi posteriormente suspenso por seu partido nacional, o Partido Socialista da Valônia. 
O presidente do Grupo Parlamentar de Amizade UE-Catar, eurodeputado José Ramón Bauzá (Renovar), anunciou a suspensão do grupo após a revelação. Em nota, Bauzá disse "tendo em vista os gravíssimos acontecimentos dos últimos dias, e até chegarmos ao fundo da questão".
O Partido Popular Europeu (PPE), o maior grupo político dentro do Parlamento, tomou a decisão de suspender todos os trabalhos de política externa relativos a todos os assuntos externos à União Europeia até que a integridade do procedimento possa ser assegurada. O EPP encorajou outras partes a seguirem o exemplo. 
O eurodeputado Dino Giarrusso (Não inscritos) relatou que ele e outros foram abordados por autoridades do Catar várias vezes: "Eles esperavam melhorar a reputação do país, especialmente na preparação para a Copa do Mundo da FIFA ".  O comportamento de alguns eurodeputados em relação ao Catar já havia sido alvo de críticas antes mesmo do início do escândalo: uma resolução do eurodeputado Manon Aubry (GUE/NGL) condenando a exploração de trabalhadores migrantes no Qatar havia parado no Parlamento da UE por mais de um ano antes de passar, devido à oposição do grupo S&D e EPP. 
Depois que o escândalo estourou, vários meios de comunicação notaram que Kaili havia visitado o Catar um mês antes do escândalo, reunindo-se com o Ministro do Trabalho do Catar, Ali bin Samikh Al Marri; ao retornar a Bruxelas, ela elogiou o Qatar como um "pioneiro em direitos trabalhistas" em um discurso perante o Parlamento Europeu. 
Ursula von der Leyen, presidente da Comissão Europeia, acusou o Catar, anfitrião da Copa do Mundo de futebol, de tentar comprar influência na câmara do Parlamento Europeu e que isso era "a maior preocupação". Von der Leyen pediu a criação de um órgão para defender as regras de integridade e ética em todas as instituições da UE. Ex-presidente do Parlamento Europeu e atual comissário europeu responsável pelos Negócios Estrangeiros e Segurança, Josep Borrell, foi citado como tendo dito "as notícias são muito preocupantes, muito, muito preocupantes. Estamos enfrentando alguns eventos, alguns fatos que certamente me preocupam. [Nós] temos que agir de acordo não apenas com os fatos, mas com as... evidências. Tenho certeza de que você entende que essas são acusações muito graves."  A Provedora de Justiça Europeia, Emily O'Reilly, foi, no entanto, crítica da resposta de Von der Leyen e de outros políticos e instituições destacando a falta de progresso demonstrada por von der Leyen após a sua promessa de que a transparência seria uma parte essencial do seu mandato quando se tornou presidente da Comissão Europeia.  O'Reilly pediu que um órgão fosse criado com poderes reais de investigação e sanções. 
O primeiro-ministro belga, Alexander De Croo, também criticou as instituições europeias em sua resposta afirmando que "a justiça belga está fazendo o que, à primeira vista, o Parlamento Europeu não fez. O Parlamento Europeu tem muitos meios para se regular. Acontece que este é em grande parte um sistema de autocontrole baseado em esforços voluntários, o que claramente não foi suficiente."
Annalena Baerbock, Ministra dos Negócios Estrangeiros da Alemanha, sublinhou que o escândalo está a preocupar os cidadãos e afeta a credibilidade e legitimidade das instituições da União Europeia . 
As reações também vieram de organizações europeias da sociedade civil. A Transparency International descreveu o incidente como "o caso mais flagrante" de suposta corrupção que o Parlamento Europeu já viu. O fundador do Good Lobby, comentou que "Seja qual for o resultado final, o escândalo de 'corrupção' do Catar revelou uma verdade inconveniente e já óbvia para a maioria dos europeus. O dinheiro compra influência na UE." e "O Parlamento da UE e a maioria de seus membros têm historicamente resistido a regras de integridade mais rígidas e a um sistema de execução eficaz".
Com a notícia da investigação, o conselho honorário da ONG envolvida, Fight Impunity, renunciou em massa. Os membros do conselho incluíam políticos europeus de alto nível, incluindo Federica Mogherini (ex-Alta Representante da UE na Comissão Juncker), Bernard Cazeneuve (ex-Primeiro Ministro da França ), Dimitris Avramopoulos (ex-Comissário da UE para Migração, Assuntos Internos e Cidadania na Comissão Juncker), Cecilia Wikström (ex-presidente da Comissão das Petições do Parlamento Europeu) e Emma Bonino (ex-presidente Comissário da UE para a Saúde e Defesa do Consumidor na Comissão Santer). O conselho honorário não tem função executiva ou gerencial, portanto não há suspeitas ou acusações contra qualquer membro do conselho.
A Missão do Catar na União Europeia disse em um comunicado: "O Estado do Catar rejeita categoricamente qualquer tentativa de associá-lo a acusações de má conduta. Qualquer associação do governo do Catar com as alegações relatadas é infundada e gravemente mal informada. O Estado do Catar trabalha por meio do engajamento de instituição para instituição e opera em total conformidade com as leis e regulamentos internacionais."
Kaili também negou qualquer irregularidade no incidente. Seus advogados apareceram na TV grega afirmando: "A posição dela é que ela é inocente, ela não tem nada a ver com o suborno do Catar." 

Após a libertação condicional de Visentini no domingo, 11 de dezembro de 2022, em um comunicado divulgado pela CSI, ele respondeu às alegações dizendo: 
Estou satisfeito porque o questionamento foi concluído e pude responder plenamente a todas as perguntas. Caso outras alegações sejam feitas, aguardo a oportunidade de refutá-las, pois sou inocente de qualquer delito. Qualquer forma de corrupção é totalmente inaceitável e estou absolutamente empenhado na luta contra a corrupção. Também gostaria de reafirmar a posição que assumi publicamente de que mais pressão deve ser exercida sobre o Catar pelos trabalhadores e outros direitos humanos. A situação hoje ainda não é satisfatória, como afirmei à mídia no final da minha visita ao Catar. 
Em 15 de dezembro, o Partido Popular Europeu (EPP) reagiu declarando "Precisamos discutir a hipocrisia [...] Isso é um escândalo S&D". Em uma tentativa de focar o escândalo no Grupo da Aliança Progressista de Socialistas e Democratas (S&D), e não no Parlamento Europeu como um todo, eles continuaram: “Tem havido um esforço consistente para transformar #Qatargate em uma questão institucional apenas . Mas este escândalo não é órfão. […] Tem endereço. E esse é o Grupo S&D.” No entanto, um dos assistentes cujos apartamentos foram revistados (Giuseppe Meroni) trabalha para o membro do EPP Lara Comi e para o membro do EPP Maria Spyraki mais tarde também foi colocado sob investigação peloProcuradoria Europeia (EPPO). 
No mesmo dia, o Parlamento Europeu suspendeu todos os trabalhos sobre os arquivos envolvendo o Catar por 541 votos a 2, com três abstenções.